# Sa’gya
| Tibetische Bezeichnung                    |
| ----------------------------------------- |
| Tibetische Schrift: ས་སྐྱ་རྫོང                |
| Wylie-Transliteration: sa skya rdzong     |
| Offizielle Transkription der VRCh: Sa’gya |
| THDL-Transkription: Sakya                 |
| Andere Schreibweisen: —                   |
| Chinesische Bezeichnung                   |
| Traditionell: 薩迦縣                      |
| Vereinfacht: 萨迦县                       |
| Pinyin:Sàjiā Xiàn                         |

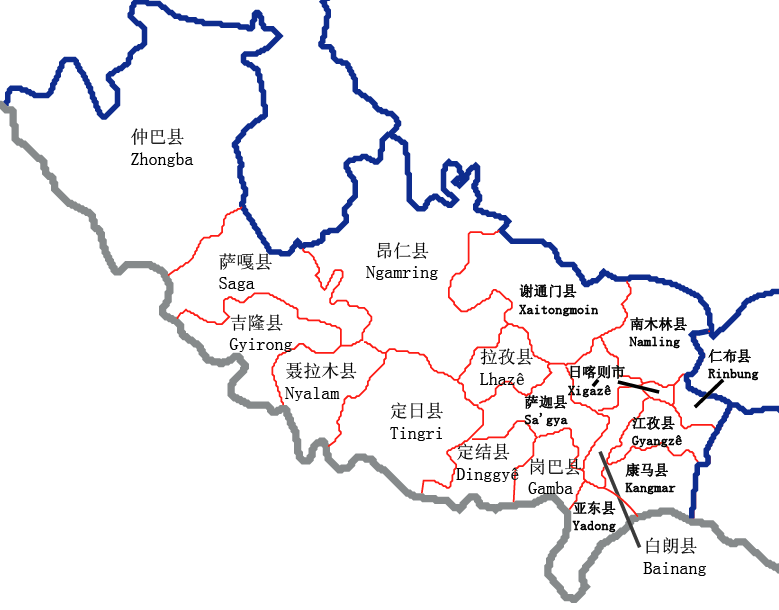
Lage im Verwaltungsgebiet der Stadt Xigazê

Sa’gya (tibetisch ས་སྐྱ་རྫོང, Umschrift nach Wylie: sa skya rdzong, auch Sakya Dzong) ist ein Kreis im Autonomen Gebiet Tibet der Volksrepublik China. Er ist Teil der Stadt Xigazê. Die Fläche beträgt 5.759 Quadratkilometer.
Das Sakya-Kloster ist das Hauptkloster der Sakya-Tradition des tibetischen Buddhismus (Vajrayana), deren Patriarchen Tibet von Mitte des 13. Jahrhunderts bis Mitte 14. Jahrhundert in ihrer Gewalt hatten. Seine einzigartige Bibliothek gilt als „das zweite Dunhuang“.

## Administrative Gliederung
Auf Gemeindeebene setzt sich der Kreis aus zwei Großgemeinden und neun Gemeinden zusammen. Diese sind (Pinyin/chin.)
- Großgemeinde Sajia 萨迦镇
- Großgemeinde Jiding 吉定镇

- Gemeinde Xiongmai 雄麦乡
- Gemeinde Mabujia 麻布加乡
- Gemeinde Xiongma 雄玛乡
- Gemeinde Zhaxigang 扎西岗乡
- Gemeinde Chexiu 扯休乡
- Gemeinde Sai 赛乡
- Gemeinde Laluo 拉洛乡
- Gemeinde Kaga 卡嘎乡
- Gemeinde Mula 木拉乡

## Bevölkerung
Sa’gya hat 48.766 Einwohner (Stand: Zensus 2020). Die Bevölkerungszahl des Kreises lag 1999 bei 43.405 Personen.